# Jurij Żyrow
Jurij Żyrow, ros. Юрий Жиров (ur. 1 stycznia 1960) – rosyjski lekkoatleta specjalizujący się w rzucie oszczepem. W czasie swojej kariery reprezentował Związek Socjalistycznych Republik Radzieckich.
Największy sukces na arenie międzynarodowej odniósł w 1979 r. w Bydgoszczy, zdobywając srebrny medal mistrzostw Europy juniorów, z wynikiem 76,92 m (za Joachimem Lange). 
Rekord życiowy w rzucie oszczepem:
- nowym modelem – 80,66 – Briańsk 19/07/1987
- starym modelem – 83,98 – Moskwa 04/07/1980